# Ouargaye
Ouargaye är en provinshuvudstad i Burkina Faso.   Den ligger i provinsen Province du Koulpélogo och regionen Centre-Est, i den sydöstra delen av landet, 200 km sydost om huvudstaden Ouagadougou. Ouargaye ligger 292 meter över havet och antalet invånare är 10 103.
Terrängen runt Ouargaye är platt. Runt Ouargaye är det ganska glesbefolkat, med 40 invånare per kvadratkilometer.. Det finns inga andra samhällen i närheten.
Omgivningarna runt Ouargaye är en mosaik av jordbruksmark och naturlig växtlighet.